# Була, Альфред
Альфред Була (нем. Alfred Bula; род. 6 марта 1908 года в Гальмице, Швейцария — ум. 17 декабря 1995 года в Фрибурге, Швейцария) — швейцарский шоссейный велогонщик, выступавший с 1931 по 1948 год. Бронзовый призёр чемпионата Швейцарии 1931 года в групповой гонке.

## Достижения
1931
3-й Чемпионат Швейцарии
3-й Тур Северо-Западной Швейцарии
1932
2-й Чемпионат Цюриха
1933
2-й Чемпионат Цюриха
1934
3-й Чемпионат Цюриха
2-й Тур дю Лак Леман
2-й Тур Северо-Западной Швейцарии
1935
1-й Тур Северо-Западной Швейцарии
7-й Тур Швейцарии
1-й — Этап 3
1936
2-й Тур дю Лак Леман

## Статистика выступлений

### Гранд-туры
| Гранд-тур       | 1932 | 1933 | 1935 |
| --------------- | ---- | ---- | ---- |
| Джиро д’Италия  | —    | —    | —    |
| Тур де Франс    | 41   | 25   | НФ   |
| Вуэльта Испании | —    | —    | —    |

| —  | Не участвовал  |
| НФ | Не финишировал |